# Alter Friedhof (Bo’ness)

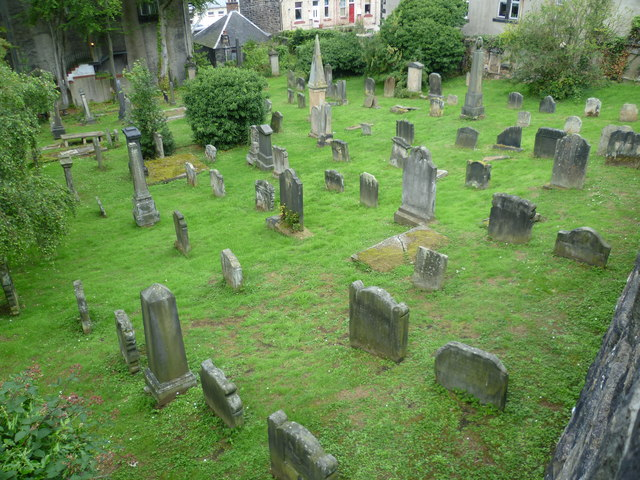
Alter Friedhof von Bo’ness

Der Alte Friedhof von Bo’ness ist ein Friedhof mit ehemals angeschlossener Kirche in der schottischen Stadt Bo’ness in der Council Area Falkirk. 1980 wurde das Bauwerk in die schottischen Denkmallisten zunächst in der Kategorie B aufgenommen. Die Hochstufung in die höchste Kategorie A erfolgte 2004.

## Geschichte
Im Jahre 1634 wurde eine Kirche an diesem Ort errichtet, die zunächst in den Zuständigkeitsbereich der Gemeinde von Kinneil House fiel. 1669 wurde sie zur Pfarrkirche. William Douglas-Hamilton, Duke of Hamilton ließ 1672 ein Schiff hinzufügen. 1775 wurde die Kirche neu aufgebaut; ein weiteres Mal 1820. Im Jahre 1887 wurde das Gebäude an die Scottish Episcopal Church veräußert und schließlich 1915 aufgegeben und an einen Geschäftsmann verkauft, der es zu einem Kino umbauen ließ. Mit der Planung wurde der Architekt Matthew Steele beauftragt, der für mehrere prägende Bauten in Bo’ness verantwortlich zeichnet (siehe auch The Hippodrome). In den 1960er Jahren wurde das Gebäude als Bingosaal genutzt und schließlich in den 1990er Jahren zu einem Wohngebäude umgestaltet.

## Beschreibung
Der Friedhof befindet sich in Küstennähe im Norden von Bo’ness. Er besteht aus zwei Abschnitten; den westlichen, niedriger gelegenen und den linken, höher gelegenen. Beide Teile sind durch die Straße Church Wynd voneinander getrennt. Schlichte Bruchsteinmauern frieden die Friedhöfe ein. Auf den Friedhöfen sind zahlreiche ornamentierte Grabsteine im Wesentlichen aus dem 17. und 18. Jahrhundert zu finden. Sie zeigen oftmals nautische Motive. Einzelne sind monumental mit aufwändigen Friesen und Pilastern gearbeitet.